# Miss Coco Peru
Clinton Leupp, conosciuto con il nome d'arte di Miss Coco Peru (New York, 27 agosto 1965), è un attore e comico statunitense, noto per le sue performance da drag queen e cabarettista.
Ha partecipato ai film A Wong Foo, grazie di tutto! Julie Newmar, Nick & Jane e Trick, inoltre è stato ospite di serie televisive come Will & Grace e Arrested Development - Ti presento i miei.
Ha partecipato anche ai film Girls Will Be Girls e Straight-Jacket e nel 2006 ha prestato la voce a mamma Ippopotamo nel film d'animazione Uno zoo in fuga.

## Filmografia

### Attore

#### Cinema
- A Wong Foo, grazie di tutto! Julie Newmar (To Wong Foo Thanks for Everything, Julie Newmar), regia di Beeban Kidron (1995)
- Nick & Jane, regia di Richard Mauro (1997)
- Trick, regia di Jim Fall (1999)
- Girls Will Be Girls, regia di Richard Day (2003)
- Straight-Jacket, regia di Richard Day (2004)
- Sissy Frenchfry, regia di J.C. Oliva – cortometraggio (2005)
- Girls Will Be Girls: The Jizz Party, regia di Richard Day – cortometraggio (2008)
- Tranny McGuyver, regia di Vaughn Verdi – cortometraggio (2008)
- Girls Will Be Girls: Delivering Coco, Part I, regia di Richard Day – cortometraggio (2008)
- Gaysharktank.com, regia di Guy Shalem – cortometraggio (2010)
- Family Restaurant, regia di Andrea James – cortometraggio (2012)
- Show Me Your Pride, regia di Kelley Portier – cortometraggio (2014)
- The Roast of Peaches Christ, regia sconosciuta (2019)
- Madame Coco Knows, regia di Abby Koocher – cortometraggio (2020)

#### Televisione
- New York Undercover – serie TV, episodio 1x12 (1994)
- Rude Awakening – serie TV, episodio 2x17 (1999)
- Will & Grace – serie TV, 7 episodi (2001, 2018-2020)
- Arrested Development - Ti presento i miei (Arrested Development) – serie TV, episodio 3x02 (2005)
- Wisecrack – programma TV, puntata 1x03 (2005)
- Twins – serie TV, episodio 1x13 (2006)
- One Night Stand Up – programma TV, puntata 1x07 (2010)
- How I Met Your Mother – serie TV, episodio 6x05 (2010)
- Detroit 1-8-7 – serie TV, episodio 1x15 (2011)
- Love & Other Mishaps – serie TV, episodio 1x05 (2012)
- Danny the Manny – serie TV, episodio 1x03 (2016)
- Not Today Bianca – serie TV, episodio 1x01 (2016)
- The Browns – serie TV, episodio 1x03 (2020)
- Women Behind Bars, regia di Scott Thompson – film TV (2020)

### Doppiatore
- Uno zoo in fuga (The Wild), regia di Steve Williams (2006)
- Rick & Steve: The Happiest Gay Couple in All the World – serie animata, episodio 2x04 (2008)
- Dead End: Paranormal Park – serie animata, 10 episodi (2022)